# إيفان سيريشتشفيتش
إيفان سيريشتشفيتش مواليد 30 أبريل 1987 في كرواتيا، جمهورية كرواتيا الاشتراكية، جمهورية يوغوسلافيا الاشتراكية الاتحادية، هو لاعب كرة سلة كرواتي. بدأ مسيرته الاحترافية في سنة 2003. يلعب في الدوري الكرواتي لكرة السلة الدرجة الأولى. يحمل الرقم 33.

## المسيرة الاحترافية
لعب مع نادي سبليت لكرة السلة من سنة 2003 إلى 2008، ثم لعب مع نادي تيميشوارا لكرة السلة في موسم 2011–2012، ثم لعب مع نادي سيبونا لكرة السلة في موسم 2014–2015.

## روابط خارجية
- إيفان سيريشتشفيتش على موقع الاتحاد الدولي لكرة السلة (الإنجليزية)
- إيفان سيريشتشفيتش على موقع كرة السلة الأوروبية.كوم (الإنجليزية)
- إيفان سيريشتشفيتش على موقع ريلجم (الإنجليزية)
- إيفان سيريشتشفيتش على موقع بروبوليرز (الإنجليزية)
- إيفان سيريشتشفيتش على موقع سبورتس رفرنس (الإنجليزية)